# Karfi
Karfi (griechisch Καρφί, wörtlich „Nagel“) ist eine 1141 m hohe Erhebung des Selena-Gebirges nördlich von der Lasithi-Hochebene. Die markante Felskuppe ist weithin sichtbar und der Gipfel fällt nach Norden, Westen und Süden steil ab. Im Osten senkt sich das Gelände jedoch nur mäßig ab und steigt zum Mikri Koprana, einem nur etwa 170 m weiter östlich gelegenen Gipfel, wieder an. Vom Osthang des Karfi bis zum Westhang des Mikri Koprana erstreckte sich eine spätminoische Höhensiedlung, die nach dem Berg Karphi genannt wird.
Etwa 1 km westlich des Karfi liegt der Ort Ano Kera. Nördlich des Berges, ebenfalls etwa ein Kilometer entfernt, befindet sich das Kloster Kera Kardiotissa. Etwa 400 m südöstlich des Karfi erhebt sich der Gipfel des Megali Koprana und etwa 1 km östlich liegt die Nisimos-Hochebene.

## Zugang
Es gibt mehrere Wanderwege auf den Karfi. Der am einfachsten begehbare beginnt westlich von Tzermiado, dem Hauptort der Lasithi-Hochebene. Von dort kann man auf dem Europäischen Fernwanderweg E4 über die Nisimos-Hochebene oder auf einem alten Eselspfad den Gipfel besteigen. Sofern man die beiden Routen zu einem Rundweg verbindet sind etwa drei Gehstunden einzuplanen.
Andere Ausgangsorte sind Lagou, Ano Kera und Krasi.